# Tarnawa (herb szlachecki)
Tarnawa – polski herb szlachecki, używany przez kilkadziesiąt rodzin. Znane jest tylko jedno powiązane z nim zawołanie – identyczne jak nazwa – Tarnawa. Występował głównie w ziemi krakowskiej, sandomierskiej, lubelskiej i poznańskiej. Wizerunki tego herbu pochodzą dopiero z początku XVI wieku, choć z nazwy znany był już 100 lat wcześniej. Najbardziej znaną rodziną używającą tego herbu byli Malczewscy.

## Opis herbu
Kasper Niesiecki blazonuje herb następująco:

Krzyż szeroki, biały być powinien w czerwonem polu, pod nim nizko z boku lewego tarczy, księżyc rogami obiema do krzyżów obrócony, barkiem do tarczy, jakby stojący na jednym rogu, żółty czy złoty, na hełmie pięć piór strusich.

Opis zbudowany z uwzględnieniem zasad współczesnego blazonowania, zaproponowanych przez Alfreda Znamierowskiego, wygląda następująco:
W polu czerwonym krzyż grecki srebrny, pod którego lewym ramieniem półksiężyc złoty. 
Hełm z koroną i labrami, w klejnocie pięć strusich piór.

### Wojsko zaporoskie

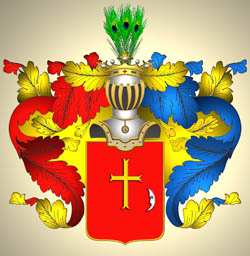
Tarnawa Tumańskich według heraldyków rosyjskich